# Карман Катерина Петрівна
Катерина Петрівна Карман (9 березня 1922, с. Шляхова) — колгоспниця, доярка колгоспу імені XXII з'їзду КПРС Бершадського району Вінницької області, УРСР. Герой Соціалістичної Праці (1966).

## Біографія
Народилася 9 березня 1922 р. у селянській родині в селі Шляхова (сьогодні — Бершадський район, Вінницька область). Працювала в колгоспі імені XXII з'їзду КПРС Бершадського району. Працювала дояркою. За свою трудову діяльність нагороджена у 1962 році Орденом Пошани. У цьому ж році отримала звання «Відмінник соцзмагання».
Кожен рік нарощувала надої з кожної корови, починаючи з 160 кг молока до 462 кг в 1966 році. Була удостоєна в 1966 році звання Героя Соціалістичної Праці «за успіхи у розвитку тваринництва у збільшенні виробництва і заготовлять м'яса, молока, яєць, вовни та іншої продукції».
Неодноразово брала участь у всесоюзній виставці ВДНГ, де в травні 1958 року отримала срібну, в квітні 1966 року — бронзову і в 1967 році — золоту медалі.
У 1977 році вийшла на пенсію. Проживає в селі Тернівка Крижопільського району.
У Крижополі встановлений бюст Катерини Карман.

## Нагороди
- Герой Соціалістичної Праці — указом Президії Верховної Ради СРСР від 22 березня 1966 року.
- Орден Леніна
- Орден «Знак Пошани»
- Почесний тваринник (1970)
- Медаль «На відзначення 100-річчя з дня народження Володимира Ілліча Леніна» (1970)